# Chất làm lạnh

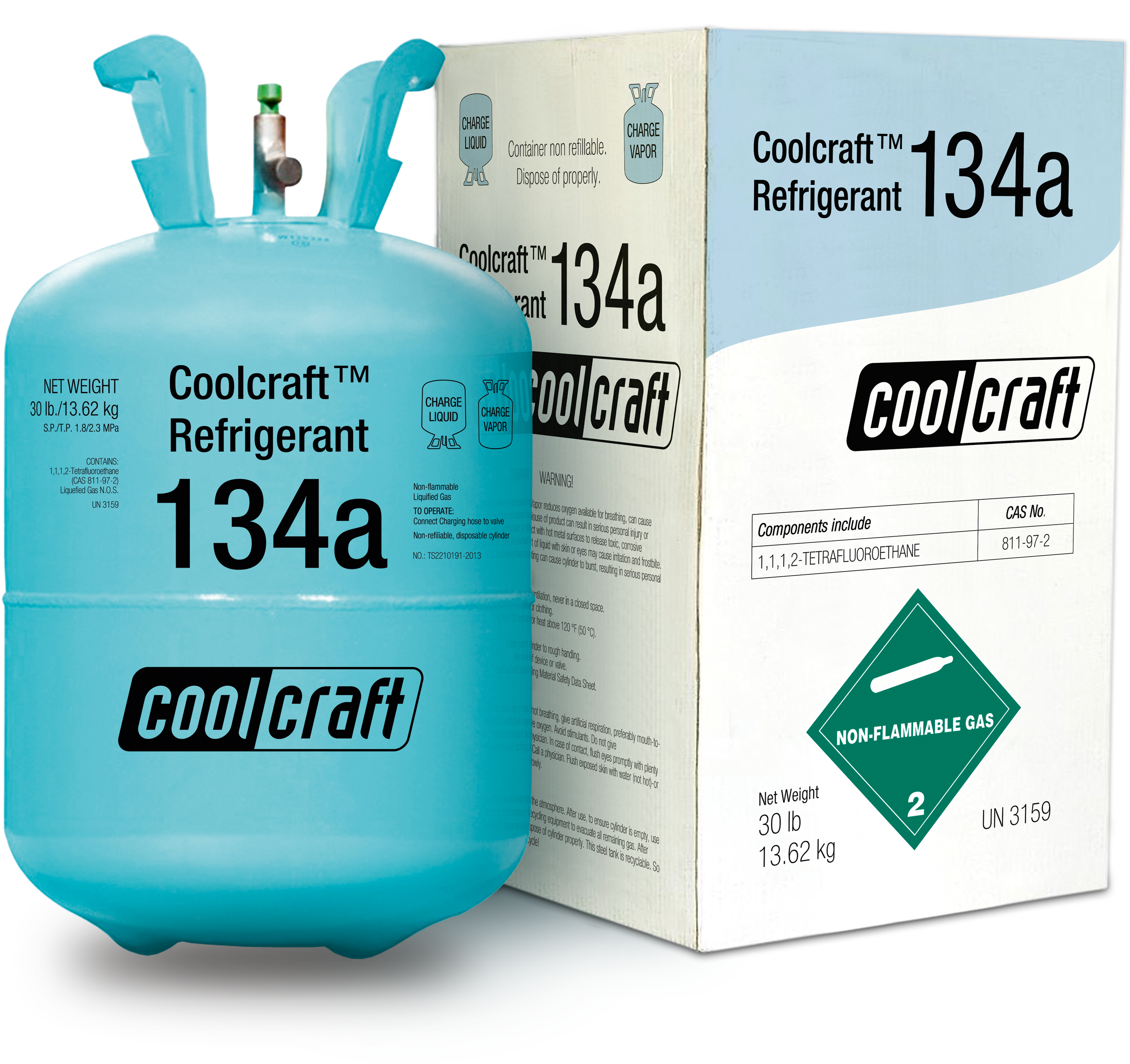
Môi chất lạnh R134a

Chất làm lạnh, hay còn gọi là môi chất lạnh, tác nhân lạnh, ga lạnh (tiếng Anh: refrigerant) là một chất hoặc hỗn hợp, thường là chất lỏng, được sử dụng trong bơm nhiệt và chu trình làm lạnh. Môi chất lạnh được sử dụng trong chu trình nhiệt động ngược chiều để thu nhiệt từ môi trường có nhiệt độ thấp và thải nhiệt ra môi trường có nhiệt độ cao hơn. Fluorocarbons, đặc biệt là chlorofluorocarbon, đã trở nên phổ biến trong thế kỷ 20, nhưng chúng đã bị loại bỏ vì tác dụng suy giảm tầng ozone. Các chất làm lạnh phổ biến khác được sử dụng trong các ứng dụng khác nhau là amonia, sulfur dioxide và các hydrocarbon không halogen hóa như các propane.

## Đặc tính
Tùy vào những điều kiện hoạt động khác nhau, môi chất lạnh cần có những tính chất hóa học, vật lí, nhiệt động... khác nhau, phù hợp với yêu cầu làm việc. Một số tính chất quan trọng khi xem xét chọn lựa môi chất lạnh như sau:

### Tính chất vật lí
- Áp suất ngưng tụ không được quá cao: Nếu áp suất ngưng tụ quá cao, yêu cầu về độ bền lớn hơn, vách thiết bị dày hơn.
- Áp suất bay hơi: Áp suất bay hơi phải lớn hơn áp suất khí quyển. Nếu không, hệ thống sẽ tạo chân không, dễ rò lọt không khí vào hệ thống.
- Tính truyền nhiệt tốt: Những tính chất truyền nhiệt như hệ số dẫn nhiệt λ càng lớn càng tốt, giúp thiết bị trao đổi nhiệt gọn hơn.
- Độ nhớt động thấp: Nhằm giảm tổn thất áp suất trên đường ống và các cửa van.
- Độ hòa tan trong dầu: Khi môi chất hòa tan trong dầu (bên trong máy nén khí), sẽ làm tăng nhiệt độ bay hơi, nhưng có ưu điểm như giúp quá trình bôi trơn tốt hơn và tránh việc hình thành lớp trở nhiệt (do dầu bao phủ).
- Độ hòa tan trong nước cao.
- Độ dẫn điện thấp (hằng số điện môi thấp) hoặc không dẫn điện: Để có thể sử dụng cho máy nén khí dạng kín, vì khi đó, môi chất bay hơi có thể tiếp xúc với cuộn dây mô-tơ.

### Tính chất hóa học
- Bền hóa học: Môi chất cần bền vững về mặt hóa học trong phạm vi áp suất - nhiệt độ làm việc, không bị phân hủy hay polyme hóa.
- Tính trơ: không phản ứng hóa học hay ăn mòn các vật liệu chế tạo máy, dầu bôi trơn, hơi ẩm, oxy trong không khí...

### Tính chất nhiệt động
- Nhiệt ẩn hóa hơi cao: Nhiệt ẩn hóa hơi càng lớn, lượng môi chất tuần hoàn trong hệ thống càng nhỏ, năng suất lạnh riêng khối lượng càng lớn.
- Nhiệt độ đông đặc thấp: Môi chất không được đông đặc hoặc hóa rắn trong điều kiện làm việc.
- Nhiệt độ tới hạn cao: Giúp giảm năng lượng cần cung cấp cho máy nén khí.

### An toàn
- Không dễ cháy, dễ nổ: Môi chất không được dễ cháy, nổ khi tiếp xúc với không khí.
- Không độc hại: Môi chất không gây độc hại với người và cơ thể sống, không tạo khí độc khi tiếp xúc với lửa và vật liệu chế tạo máy.
- Mùi dễ nhận biết: Môi chất lạnh cần có mùi đặc biệt để dễ dàng phát hiện khi bị rò rỉ.
- Không ảnh hưởng đến chất lượng sản phẩm.

### Tác động đến môi trường
- Chỉ số ODP thấp (Ozone Depletion Potential – Tiềm năng suy giảm tầng ozon): Môi chất không làm suy giảm tầng ozon.
- Chỉ số GWP thấp (Global Warming Potential - Khả năng làm ấm trái đất): Môi chất không gây ra hiệu ứng nhà kính.

### Tính kinh tế
- Giá thành thấp nhưng vẫn đảm bảo chất lượng và độ tinh khiết.
- Dễ sản xuất công nghiệp và vận chuyển.

Không có môi chất lạnh lí tưởng đáp ứng đầy đủ các yêu cầu tối ưu nêu trên. Chỉ có thể tìm được môi chất đáp ứng vài đặc tính cần thiết. Tùy từng trường hợp, có thể tìm loại môi chất phù hợp nhất với yêu cầu hệ thống, phát huy tối đa ưu điểm, và hạn chế nhược điểm.

## Lịch sử
Lịch sử phát triển kỹ thuật lạnh được phát triển từ rất sớm, nhưng đến thế kỷ 19, nhân loại mới bắt đầu tìm ra môi chất lạnh để có thể kiểm soát quá trình làm lạnh cơ học. Hàng trăm loại môi chất lạnh đã được nghiên cứu thử nghiệm và ứng dụng. Những môi chất lạnh được sử dụng vào thời kì đầu có nhược điểm là dễ nổ và dễ cháy đã kiềm hãm sự phát triển kỹ thuật lạnh một thời gian dài.
Năm 1840, nhà vật lý người Mỹ, Tiến sĩ John Gorrie, đã phát triển máy làm nước đá từ quá trình nén khí. Ông được cấp bằng sáng chế Hoa Kỳ cho kỹ thuật làm lạnh cơ học (mechanical refrigeration) vào năm 1851. Sau đó, lần lượt các kỹ sư Daniel Holden (Mỹ), Raoul-Pierre Pictet (Thụy Sĩ) sử dụng sulfide dioxide (SO2) (từ năm 1870) và Carl von Linde (Đức) sử dụng amonia (năm 1876) làm môi chất lạnh cho máy lạnh nén hơi. Những phát kiến này đã đưa kỹ thuật lạnh đến một bước phát triển nhanh chóng mới.
Hơn 50 năm sau, ba kỹ sư công ty Frigidaire (Hoa Kỳ), Thomas Midgley, Albert Henne, và Robert McNary, tìm ra những môi chất lạnh thuộc nhóm chlorofluorocarbon (CFC) và hydrochlorofluorocarbon (HCFC) vào năm 1928. Đây được xem là những loại môi chất lạnh an toàn đầu tiên trên thế giới. Công ty Frigidaire, một công ty con của General Motors thời điểm đó, kết hợp với tập đoàn hóa chất DuPont để bắt đầu sản xuất Freon-22 hay R-22. Các nước dần loại bỏ việc sử dụng các môi chất dễ cháy nổ như metyl chloride (CH3Cl), sulfide dioxide (SO2)... Việc ứng dụng R-12 và R-22 đánh dấu một bước phát triển của các máy lạnh nhỏ như tủ lạnh gia đình, máy điều hòa nhiệt độ... R-12 và R-22 có tính chất ưu điểm so với các môi chất trước đó là không độc, không cháy, không gây nổ, nên được gọi là môi chất an toàn. DuPont đăng ký tên thương mại cho R-22 là Freon-22. Các sản phẩm tương tự được gọi là Daiflon, Fron (Nhật), Frigen, Kaltron (Đức), Arcton (Anh)...
Tuy nhiên, các nhà khoa học bắt đầu phát hiện clo, một nguyên tố trong các hợp chất CFC (như R-12, R-22) và HCFC (như R-21) có khả năng phá hủy tầng ozon. Do vậy, Nghị định thư Montréal năm 1987, với 197 nước thành viên Liên Hợp Quốc cùng đồng thuận, đã tuyên bố sẽ giảm dần sản xuất và tiêu thụ các môi chất lạnh gây suy giảm ozon như CFC và HCFC.
Đầu thập niên 1990, nhóm môi chất lạnh Hydrofluorocarbon (HFC) như R-134a hay R-410A được tìm ra với hi vọng thay thế các môi chất lạnh bị cấm như CFC và HCFC. Tuy không gây suy giảm ozon, nhưng các môi chất loại HFC được phát hiện gây ra hiện tượng nhà kính, làm tăng nhiệt độ trái đất.

## Vấn đề môi trường
Một nghiên cứu năm 2018 của tổ chức phi lợi nhuận "Giải ngân" đã đưa việc quản lý và xử lý chất làm lạnh thích hợp lên hàng đầu trong danh sách các giải pháp tác động khí hậu, với tác động tương đương với việc loại bỏ hơn 17 năm phát thải carbon dioxide của Mỹ.
Bản chất trơ của nhiều haloalkane, chlorofluorocarbon (CFC) và hydrochlorofluorocarbon (HCFC), đặc biệt là CFC-11 và CFC-12, được lựa chọn trong các chất làm lạnh trong nhiều năm bởi vì chúng không dễ cháy và không độc hại. Tuy nhiên, sự ổn định của chúng trong khí quyển và tiềm năng nóng lên toàn cầu và tiềm năng suy giảm ôzôn đã làm dấy lên mối lo ngại về việc sử dụng chúng. Điều này dẫn đến việc thay thế chúng bằng HFC và PFC, đặc biệt là HFC-134a, không làm suy giảm tầng ozone và có tiềm năng nóng lên toàn cầu ít hơn. Tuy nhiên, những chất làm lạnh này vẫn có tiềm năng nóng lên toàn cầu lớn hơn hàng ngàn lần so với CO2. Do đó, chúng hiện đang được thay thế ở những thị trường có khả năng rò rỉ, bằng cách sử dụng thế hệ chất làm lạnh thứ tư, nổi bật nhất là HFO-1234yf, có tiềm năng nóng lên toàn cầu gần hơn với CO2.
Theo thứ tự từ mức cao nhất đến mức thấp nhất của sự suy giảm ôzôn là: Bromochlorofluorocarbon, CFC rồi HCFC.
Chất làm lạnh mới được phát triển vào đầu thế kỷ 21 an toàn hơn cho môi trường, nhưng ứng dụng của chúng đã bị trì hoãn do lo ngại về độc tính và tính dễ cháy.
So với chất làm lạnh được halogen hóa, hydrocarbon như isobutane (R-600a) và propane (R-290) cung cấp một số lợi thế: chi phí thấp và có sẵn rộng rãi, tiềm năng làm suy giảm ôzôn bằng 0 và tiềm năng nóng lên toàn cầu rất thấp. Chúng cũng có hiệu quả năng lượng tốt, nhưng dễ cháy và có thể tạo thành hỗn hợp nổ với không khí nếu rò rỉ xảy ra. Mặc dù tính dễ cháy, chúng ngày càng được sử dụng trong tủ lạnh nội địa. Các quy định của EU và Hoa Kỳ quy định mức phí tối đa là 57 hoặc 150 gram chất làm lạnh, giữ cho nồng độ trong bếp tiêu chuẩn dưới 20% giới hạn nổ thấp hơn. LEL có thể được vượt quá bên trong thiết bị, vì vậy không có nguồn đánh lửa tiềm năng nào có thể có mặt. Công tắc phải được đặt bên ngoài ngăn lạnh hoặc được thay thế bằng các phiên bản kín, và chỉ có thể sử dụng quạt không tia lửa. Trong năm 2010, khoảng một phần ba của tất cả các tủ lạnh và tủ đông gia dụng được sản xuất trên toàn cầu isobutane hoặc hỗn hợp isobutane / propane, và điều này dự kiến sẽ tăng lên 75% vào năm 2020.